# Імені Фрунзе
імені Фру́нзе (рос. имени Фрунзе) — селище у складі Красногорського району Алтайського краю, Росія. Входить до складу Усть-Кажинської сільської ради.

## Населення
Населення — 268 осіб (2010; 304 у 2002).
Національний склад (станом на 2002 рік):
- росіяни — 97 %